# Malanje (municipio)
Malanje è una municipalità dell'Angola appartenente alla Provincia di Malanje. Ha 221.785 abitanti (stima del 2006) ed una superficie di 2.422 km².
Il capoluogo è Malanje.